# Rancamanggung
Rancamanggung is een bestuurslaag in het regentschap Subang van de provincie West-Java, Indonesië. Rancamanggung telt 2796 inwoners (volkstelling 2010).